# تصنيع موجه بالصادرات
التصنيع الموجه بالصادرات أو التصنيع البديل للصادرات أو النمو الموجه بالصادرات (بالإنجليزية: Export-oriented industrialization)‏ هي سياسة تجارية واقتصادية تهدف إلى تسريع عملية التصنيع ضمن الدولة من خلال تصدير السلع التي تمتلك بها هذه الدولة ميزة تنافسية. يتضمن النمو الموجه بالصادرات بفتح الأسواق المحلية للمنافسين الأجانب للوصول إلى أسواق الدول الأخرى.
على كل حال هذا قد لا ينطبق على جميع الأسواق المحلية على اعتبار أن الحكومات قد تهدف إلى حماية الصناعات الناشئة حتى تنموا وتصبح قادرة الاستفادة من ميزتها التنافسية في المستقبل ولكن عند التطبيق قد يحدث العكس. مثلاً وضعت العديد من دول شرق آسيا عوائق على الواردات في الفترة بين ستينات وثمانينيات القرن العشرين.
من الإجراءات التي تتبعها الدول التي تتبنى سياسة التصنيع الموجه بالصادرات هي خفض الرسوم الجمركية، تعويم سعر الصرف (يتم عادة تخفيض قيمة العملة المحلية لتسهيل الصادرات)، تقديم دعم حكومي لقطاع التصدير. سياسة التصنيع الموجه بالصادارت كانت السمة الآساسية للنمور الآسيوية (هونغ كونغ، كوريا الجنوبية، تايوان، سنغافورة) خلال الفترة التي تلت الحرب العالمية الثانية.
تتبع بعض الدول النامية هذه الاستراتيجية سعياً لإيجاد مكان مناسب في الاقتصاد العالمي لنوع معين من الصادرات. الصناعات التي تنتج هذه الصادرات قد تحصل على دعم حكومي ووصول أفضل للأسواق المحلية. بتطبيق هذه السياسة، تأمل الدول الحصول على مخزون كافي من العملات الصعبة لاستيراد سلع مصنعة في دول أخرى بتكلفة أرخص من تصنيعها محلياً.

## الأصول
بدأت البلدان النامية والمتخلفة تعاني على الصعيد الاقتصادي بدءًا من الكساد العظيم ووصولًا إلى السنوات التي تلت الحرب العالمية الثانية. خلال هذا الوقت، أُغلقت العديد من الأسواق الأجنبية وأدى خطر التجارة والشحن بحرًا في فترة الحرب إلى جعل العديد من البلدان تبحث عن حلول أخرى للتنمية. كان التصنيع لاستبدال الواردات الحل الأولي لهذه المعضلة. استخدمت كل من بلدان أمريكا اللاتينية والبلدان الآسيوية هذه التقنية في بادئ الأمر. على أي حال، خلال خمسينيات القرن العشرين وستينياته، بدأت البلدان الآسيوية مثل تايوان وجنوب كوريا تركز على تنميتها نحو الخارج وهو ما سبب إستراتيجية نمو قائم على الصادرات. تابعت العديد من بلدان أمريكا اللاتينية تصنيع بدائل الاستيراد لتوسع نطاقها فحسب. أشار البعض إلى أن نجاح البلدان الآسيوية، على وجه الخصوص تايوان وكوريا الجنوبية، يوجب اعتبار النمو القائم على الصادرات أفضل إستراتيجية لتعزيز التنمية.

## الأهمية
يُعتبر النمو القائم على الصادرات أمرًا مهمًا لسببين: أولهما أن النمو القائم على الصادرات يحسن الوضع المالي للبلد بالعملة الأجنبية، بالإضافة إلى تجاوز الديون طالما كانت التسهيلات والمواد اللازمة للصادرات موجودة. أما السبب الثاني، وإن كان أكثر إثارة للجدل، فهو أن ازدياد نمو الصادرات يمكن أن يؤدي إلى إنتاجية أكبر وبالتالي ستوجد المزيد من الصادرات في دورة حلزونية إيجابية متجهة صعودًا.
تظهر تسميات هذا المفهوم في «جي إس إل مكومبي وغيره عام 1994»
تشير yB  إلى العلاقة بين المصاريف والدخل في التجارة بالعملة الأجنبية؛ وتمثل حد ميزان المدفوعات
تشير  yAإلى قدرة نمو البلد والتي يستحيل أن تكون أكثر من القدرة الحالية

تشير yC إلى قدرة النمو الحالية أو مدى إنتاج البلد في ذاك الوقت
yB=yA=yC : معادلة ميزان المدفوعات والتوظيف الكامل
yB=yA<yC : معادلة ميزان المدفوعات والبطالة المتزايدة
yB<yA=yC : زيادة عجز ميزان المدفوعات والتوظيف الكامل
yB<yA<yC : زيادة عجز ميزان المدفوعات والبطالة المتزايدة
yB>yA=yC : زيادة فائض ميزان المدفوعات والتوظيف الكامل
yB>yA<yC : زيادة فائض ميزان المدفوعات وتزايد البطالة (مكومبي 423)
يُفترض للبلدان التي تعاني من مشكلة البطالة ومشاكل ميزان المدفوعات، وفقًا للنموذج الاقتصادي الغالب، أن تتجه بسياساتها نحو اقتصاد قائم على الصادرات بهدف تحقيق إحدى الحالتين؛ الأولى أو الخامسة من الحالات الآنفة الذكر.

## أنواع الصادرات
تنقسم الصادرات المستخدمة في هذا السياق إلى نوعين: السلع النهائية والمواد الخام. تُعتبر السلع النهائية بأنها الصادرات الأكثر استخدامًا لتحقيق النمو القائم على الصادرات. على أية حال، تتنافس هذه الصناعات في الكثير من الأحيان مع صناعات البلدان الصناعية التي غالبًا ما تتمتع بتقنيات أفضل وعمال أكثر تعليمًا ورأس مال أكبر للبدء به. لذلك، يجب التفكير جيدًا بهذه الاستراتيجية والتخطيط لها. تُعد المواد الخام بأنها خيار آخر من خيارات التصدير. على أية حال، تحيط المخاطر بهذه الاستراتيجية مقارنة بالسلع النهائية. إذا تحولت شروط التجارة بشكل غير مناسب، يتعين على البلد أن يُصدر المزيد والمزيد من المواد الخام لاستيراد نفس الكمية من السلع وهو ما يجعل الأرباح التجارية أمرًا صعب التحقق.

## النقد والحجج المضادة

### نظريًا
يُشير التحليل الاقتصادي السائد إلى أن التصنيع الموجه بالصادرات يفترض أن الحكومة على معرفة مرتبطة بالسوق لتتمكن من الحكم عن ما إذا كانت الصناعة، التي ستُمنح إعانات للتنمية، ستُثبت أنها استثمار ناجح مستقبلًا. يُقال إن مقدرة الحكومة على القيام بهذا الأمر على الأرجح محدودة وذلك لأنها لن تحدث من خلال التفاعل الطبيعي لقوى العرض والطلب في السوق. بالإضافة على ذلك، يُزعم أن استغلال أفضلية المقارنة المحتملة يتطلب كمية كبيرة من الاستثمار الذي تستطيع الحكومة تقديم كمية محدودة منه فحسب. في العديد من البلدان الأقل إنماءً، يتوجب على الشركات متعددة الجنسيات أن تقدم الاستثمار الأجنبي المباشر والمعرفة والمهارات والتدريب الضروري لتنمية الصناعة واستغلال الأفضلية المقارنة مستقبلًا.
يتعارض خط هذه المناقشة مع تحليل الاقتصاد البدعي (على وجه الخصوص الاقتصاد بعد الكينزي). تُقوّم المتطلبات الاستثمارية للدولة بالعملة المحلية، ولا تُقيد وظيفيًا؛ فتُرفض أية مطالب بشأن قدرة الدولة «المحدودة» لتمويل النفقات المالية بعملتها. في ظل عدم وجود دولة بعد كينزية، تبقى مسألة تنافس القطاع الخاص مع الدولة على الأموال المتوفرة وذلك بسبب وجود آراء عن فرضيات «المزاحمة الاقتصادية». أما بخصوص الادعاء بعدم قدرة الدولة على الدخول في استثمار، أساسي رئيسي و«مُغيّر للنموذج»، من أجل البحث والتطوير، فزعمت أعمال الاقتصاديين أمثال ماريانا مازوكاتوف أن هذا الادعاء لا أساس له.
زعم الباحثون أن الحكومات في شرق آسيا، على أي حال، قد تمتعت بالمقدرة وبالموارد لتحديد الأفضلية المقارنة واستغلالها. بالتالي، دُعم التصنيع الموجه بالصادرات بكونه إستراتيجية تنمية للبلدان الفقيرة؛ والسبب هو نجاحه في النمور الآسيوية الأربعة.
قُوبل هذا الادعاء بتحدٍ من الاقتصاديين غير الرئيسيين، الذين أكدوا على أن الظروف التاريخية والسياسية والتشريعية في شرق آسيا لم تكن موجودة في مكان آخر وأنها كانت سبب نجاح التصنيع الموجه بالصادرات في هذه البلدان. مُنح المنتجون اليابانيون، على سبيل المثال، أفضلية الوصول إلى أسواق الولايات المتحدة وأوروبا بعد الحرب العالمية الثانية. بالإضافة إلى ذلك، كان بعض الإنتاج المحلي محميًا بشكل علني من المنافسة الخارجية واستمر ذلك لفترة طويلة من الزمن حتى أصبحت كيانات الأعمال المحلية قوية بما يكفي لتنافس على الصعيد العالمي. يزعم أن سياسات الحمائيين كانت ضرورية لنجاح التصنيع الموجه بالصادرات.

### تجريبي
تلقى الاقتصاد الموجه بالصادرات دعمًا من حلقات الاقتصاد السائد لكن نجاحه الظاهري قد واجه التحديات المتزايدة خلال السنوات الأخيرة بسبب تزايد أعداد الأمثلة التي لم يتمكن فيها من تحقيق النتائج المرجوة. يزيد التصنيع الموجه بالصادرات من حساسية السوق للعوامل الخارجية، ويُعتبر مسؤولًا بشكل جزئي عن الضرر الحاصل في الأزمة المالية الآسيوية (1997) لاقتصادات البلدان التي اعتمدت الصناعة القائمة على التصدير. حدث هذا الأمر خلال الأزمة المالية 2007 – 2008 والركود العالمي الذي تلاها. على نحو مشابه، قد تُسبب الكوارث المحلية نقصًا في جميع أرجاء العالم على صعيد البضائع التي تختص بها تلك البلاد. مثلًا، أدت الفيضانات في تايلاند وشمال ماليزيا عام 2010 إلى نقص في الأقراص الصلبة.
تطال انتقادات أخرى التصنيع القائم على التصدير وتقول إنه محدود النجاح إذا كان الاقتصاد يمر في حالة انخفاض التبادل التجاري، حيث ترتفع أسعار صادراته بإيقاع أبطأ مقارنة بوارداته. يُعتبر هذا الأمر صحيحًا للعديد من الاقتصادات التي تهدف إلى استغلال أفضليتها المقارنة في السلع الأساسية حيث لها ميل بياني طويل يتمثل في تراجع الأسعار، ويتضح هذا الأمر في فرضية سينغر بريبش، وذلك على الرغم من وجود انتقادات لهذه النظرية بسبب حدوث تناقضات عملية. يرتبط الاعتماد على السلع الأساسية بضعف التخصص المفرط لأن السلع الأساسية تتميز بتقلبات غير معقولة في الأسعار نظرًا إلى طبيعة طلبها غير المرنة وهو ما يؤدي إلى تغير سعري كبير وغير ملائم بسبب تغير الطلب على السلع.
انتقد بول كروغمان، الحائز على جائزة نوبل، ما أسماه «وجهات النظر الشعبية» عن سياسة الاقتصاد الكلي لأنها تشكلت في خمسينيات القرن العشرين وخصوصًا بما يتعلق بالإنتاجية والسياسة الاقتصادية للتجارة الدولية.